# Luís Augusto
Luís Augusto Osório Romão (ur. 20 listopada 1983) – brazylijski piłkarz występujący na pozycji pomocnika.

## Kariera klubowa
Od 2004 do 2008 roku występował w klubach Santos FC, Paysandu SC, Yokohama FC, Oita Trinita i Albirex Niigata.